# Ixora tengerensis
Ixora tengerensis är en måreväxtart som beskrevs av Cornelis Eliza Bertus Bremekamp. Ixora tengerensis ingår i släktet Ixora och familjen måreväxter. Inga underarter finns listade i Catalogue of Life.